# Novo Aripuanã
Novo Aripuanã là một đô thị thuộc bang Amazonas, Brasil. Đô thị này có diện tích 41191,35 km², dân số năm 2007 là 17906 người, mật độ 0,43 người/km².